# Alfredo Ortuño
Alfredo Ortuño Martínez (Yecla, Región de Murcia, España, 21 de enero de 1991) es un futbolista español que juega como delantero y forma parte de la plantilla del F. C. Cartagena de la Segunda División de España. Es hermano del también futbolista profesional Juanto Ortuño.

## Trayectoria
Formado inicialmente en la cantera del Yeclano Deportivo, de su localidad natal, en etapa juvenil se vinculó al Albacete Balompié, con cuyo primer equipo debutó en 2008, cuando ni siquiera había alcanzado la mayoría de edad.
Su estreno en la categoría de plata se produjo de la mano de Juan Ignacio Martínez que le hizo debutar con el primer equipo manchego en segunda división, a la misma vez que jugaba con el Juvenil División de Honor.
La temporada 2011/12 fichó por el Getafe C. F. "B", donde jugó en Segunda División B. En la temporada 2012-13 se convierte en el tercer fichaje del Levante U. D. "B", poniéndose a las órdenes del entrenador José Gómez.
En enero de 2014, rescindió su contrato con La Hoya Lorca C. F. y fichó por el Granada C. F., con el cual firmó hasta junio de 2016. El ariete se marchó cedido hasta final de la temporada 2013-14 al Girona F. C. de la Segunda División.
En verano de 2014, tras realizar la pretemporada, el Granada Club de Fútbol decidió contar con sus servicios. De esta manera el jugador pasa a formar parte de la primera plantilla del equipo. Tras unos primeros meses en el club granadino, con poca participación en el mismo, en enero de 2015 es cedido a la U. D. Las Palmas de la Segunda División. Con el ascenso a Primera División el club canario se ve obligado a pagar la cláusula de compra de un millón de euros y hacerse con los servicios del jugador para la siguiente temporada.
En julio de 2015 es cedido por una temporada al Real Zaragoza. En enero de 2016 rescinde su vinculación con el Zaragoza, para incorporarse igualmente como cedido a Real Club Deportivo Mallorca por lo que queda de temporada.
En agosto de 2016 tras hacer la pretemporada con la U. D. Las Palmas, sale nuevamente cedido. En esta ocasión al Cádiz Club de Fútbol, recién ascendido a Segunda División. Con el Cádiz cumplió de manera notable marcando 16 goles y contribuyendo a clasificar a los gaditanos para el play-off de ascenso.
En el verano no realizó la pretemporada con la U. D. Las Palmas a la espera de encontrar acomodo en otro destino. Finalmente el 2 de septiembre rescinde su contrato. Al día siguiente el Real Valladolid de la Segunda División anuncia su contratación. Sin embargo la LFP rechaza estas operaciones por estar fuera de tiempo. Tras varios días de incertidumbre, el jugador vuelve a Las Palmas para entrenar con el club canario pero sin poder jugar por carecer de ficha.
El 3 de enero de 2018 firmó con el Real Salt Lake del estado de Utah, club de la MLS de Estados Unidos.
En julio de 2018 rescindió su contrato con el club estadounidense y fichó por el Albacete Balompié siete años después de dejar el club donde se formó, firmando contrato por tres temporadas. El 30 de enero de 2019 fue cedido al Extremadura U. D., también en Segunda División, hasta el final de la temporada.
La temporada 2019-20 volvió a salir del cedido del Albacete Balompié, en este caso para incorporarse al Real Oviedo.
La temporada 2020-21 se quedaría en el Albacete Balompié, donde no anotaría su primer gol hasta la jornada 20, disputada el 3 de enero de 2021, tras un lanzamiento de penalti.
El 18 de julio de 2021 firmó por el F. C. Cartagena de la Segunda División.
El 6 de enero de 2022, se hace oficial su renovación con el F. C. Cartagena de la Segunda División por dos temporadas, hasta junio de 2024.

## Estadísticas
Actualizado al último partido jugado el 8 de abril de 2017.
| Club | Div.          | Temporada     | Liga (1) | Liga (1) | Copas nacionales (2) | Copas nacionales (2) | Torneos internacionales | Torneos internacionales | Total    | Total | Media goleadora |
| Club | Div.          | Temporada     | Partidos | Goles    | Partidos             | Goles                | Partidos                | Goles                   | Partidos | Goles | Media goleadora |
| --- | ------------- | ------------- | -------- | -------- | -------------------- | -------------------- | ----------------------- | ----------------------- | -------- | ----- | --------------- |
| Albacete Balompié "B" · España |               |               |          |          |                      |                      |                         |                         |          |       |                 |
| 3.ª | 2008-09       | S/D           | S/D      | —        | —                    | —                    | —                       | S/D                     | S/D      | S/D   |                 |
| Total club | Total club    | S/D           | S/D      | 0        | 0                    | 0                    | 0                       | S/D                     | S/D      | S/D   |                 |
| Albacete Balompié · España |               |               |          |          |                      |                      |                         |                         |          |       |                 |
| 2.ª | 2008-09       | 1             | 0        | 0        | 0                    | —                    | —                       | 1                       | 0        | 0.00  |                 |
| Total club | Total club    | 1             | 0        | 0        | 0                    | 0                    | 0                       | 1                       | 0        | 0.00  |                 |
| Albacete Balompié "B" · España |               |               |          |          |                      |                      |                         |                         |          |       |                 |
| 3.ª | 2009-10       | S/D           | S/D      | —        | —                    | —                    | —                       | S/D                     | S/D      | S/D   |                 |
| Total club | Total club    | S/D           | S/D      | 0        | 0                    | 0                    | 0                       | S/D                     | S/D      | S/D   |                 |
| Albacete Balompié · España |               |               |          |          |                      |                      |                         |                         |          |       |                 |
| 2.ª | 2010-11       | 24            | 0        | 1        | 0                    | —                    | —                       | 25                      | 0        | 0     |                 |
| Total club | Total club    | 24            | 0        | 1        | 0                    | 0                    | 0                       | 25                      | 0        | 0     |                 |
| Getafe C. F. "B" · España |               |               |          |          |                      |                      |                         |                         |          |       |                 |
| 2ª B | 2011-12       | 31            | 4        | —        | —                    | —                    | —                       | 31                      | 4        | 0.12  |                 |
| Total club | Total club    | 31            | 4        | 0        | 0                    | 0                    | 0                       | 31                      | 4        | 0.12  |                 |
| Levante U. D. "B" · España |               |               |          |          |                      |                      |                         |                         |          |       |                 |
| 2ª B | 2012-13       | 31            | 5        | —        | —                    | —                    | —                       | 31                      | 5        | 0.16  |                 |
| Total club | Total club    | 31            | 5        | 0        | 0                    | 0                    | 0                       | 31                      | 5        | 0.16  |                 |
| La Hoya Lorca C. F. · España |               |               |          |          |                      |                      |                         |                         |          |       |                 |
| 2ª B | 2013-14       | 19            | 10       | 1        | 0                    | —                    | —                       | 20                      | 10       | 0.50  |                 |
| Total club | Total club    | 20            | 10       | 1        | 0                    | 0                    | 0                       | 20                      | 10       | 0.5   |                 |
| Girona C. F. · España |               |               |          |          |                      |                      |                         |                         |          |       |                 |
| 2.ª | 2013-14       | 20            | 9        | 0        | 0                    | —                    | —                       | 20                      | 9        | 0.45  |                 |
| Total club | Total club    | 20            | 9        | 0        | 0                    | 0                    | 0                       | 20                      | 9        | 0.45  |                 |
| Granada C. F · España |               |               |          |          |                      |                      |                         |                         |          |       |                 |
| 1.ª | 2014-15       | 5             | 0        | 2        | 0                    | —                    | —                       | 7                       | 0        | 0.00  |                 |
| Total club | Total club    | 5             | 0        | 2        | 0                    | 0                    | 0                       | 7                       | 0        | 0.00  |                 |
| U. D. Las Palmas · España |               |               |          |          |                      |                      |                         |                         |          |       |                 |
| 2.ª | 2014-15       | 18            | 4        | 0        | 0                    | —                    | —                       | 18                      | 4        | 0.22  |                 |
| Total club | Total club    | 18            | 4        | 0        | 0                    | 0                    | 0                       | 17                      | 4        | 0.22  |                 |
| Real Zaragoza · España |               |               |          |          |                      |                      |                         |                         |          |       |                 |
| 2.ª | 2015-16       | 20            | 7        | 0        | 0                    | —                    | —                       | 20                      | 7        | 0.35  |                 |
| Total club | Total club    | 20            | 7        | 0        | 0                    | 0                    | 0                       | 20                      | 7        | 0.35  |                 |
| Mallorca · España |               |               |          |          |                      |                      |                         |                         |          |       |                 |
| 2.ª | 2015-16       | 19            | 4        | 0        | 0                    | —                    | —                       | 19                      | 4        | 0.21  |                 |
| Total club | Total club    | 19            | 4        | 0        | 0                    | 0                    | 0                       | 19                      | 4        | 0.21  |                 |
| Cádiz CF · España |               |               |          |          |                      |                      |                         |                         |          |       |                 |
| 2.ª | 2016-17       | 40            | 16       | 0        | 0                    | —                    | —                       | 40                      | 16       | 0,4   |                 |
| Total club | Total club    | 40            | 16       | 0        | 0                    | 0                    | 0                       | 40                      | 16       | 0,4   |                 |
| U. D. Las Palmas · España |               |               |          |          |                      |                      |                         |                         |          |       |                 |
| 2.ª | 2017          | 40            | 17       | 2        | 0                    | —                    | —                       | 42                      | 17       | 0,40  |                 |
| Total club | Total club    | 40            | 17       | 2        | 0                    | 0                    | 0                       | 42                      | 17       | 0,40  |                 |
| Real Salt Lake Estados Unidos |               |               |          |          |                      |                      |                         |                         |          |       |                 |
| 1ª | 2018          | 3             | 0        | 1        | 0                    | —                    | —                       | 4                       | 0        | 0     |                 |
| Total club | Total club    | 4             | 0        | 0        | 0                    | 0                    | 0                       | 4                       | 0        | 0     |                 |
| Albacete Balompié · España |               |               |          |          |                      |                      |                         |                         |          |       |                 |
| 2.ª | 2018          | 15            | 1        | 1        | 1                    | —                    | —                       | 16                      | 2        | 0,12  |                 |
| Total club | Total club    | 15            | 1        | 1        | 1                    | 0                    | 0                       | 16                      | 2        | 0,12  |                 |
| Extremadura Unión Deportiva · España |               |               |          |          |                      |                      |                         |                         |          |       |                 |
| 2.ª | 2019          | 16            | 2        | 0        | 0                    | —                    | —                       | 16                      | 2        | 0,12  |                 |
| Total club | Total club    | 16            | 2        | 0        | 0                    | 0                    | 0                       | 16                      | 2        | 0,12  |                 |
| Real Oviedo · España |               |               |          |          |                      |                      |                         |                         |          |       |                 |
| 2.ª | 2019-2020     | 38            | 14       | 0        | 0                    | —                    | —                       | 38                      | 14       | 0,36  |                 |
| Total club | Total club    | 38            | 14       | 0        | 0                    | 0                    | 0                       | 38                      | 14       | 0,36  |                 |
| Albacete Balompié · España |               |               |          |          |                      |                      |                         |                         |          |       |                 |
| 2.ª | 2020-2021     | 37            | 7        | 1        | 0                    | —                    | —                       | 38                      | 7        | 0,18  |                 |
| Total club | Total club    | 37            | 7        | 0        | 0                    | 0                    | 0                       | 38                      | 7        | 0,18  |                 |
| FC Cartagena · España |               |               |          |          |                      |                      |                         |                         |          |       |                 |
| 2.ª | 2021-2024     | 115           | 27       | 9        | 6                    | —                    | —                       | 124                     | 33       | 0,26  |                 |
| Total club | Total club    | 115           | 27       | 9        | 6                    | 0                    | 0                       | 124                     | 33       | 0,26  |                 |
| Total carrera | Total carrera | Total carrera | 456      | 109      | 15                   | 7                    | 0                       | 0                       | 471      | 116   | 0.24            |
| (1) Incluye datos de play-off de ascenso / permanencia. (2) Copa del Rey. (*) S/D hace referencia a que no se disponen de datos necesarios, y las casillas con un guion a que dicho club no participa en ese tipo de competición para la temporada señalada. |               |               |          |          |                      |                      |                         |                         |          |       |                 |